# Іна Беліцка
Іна Беліцка (латис. Ina Belicka; 21 травня 1937) — латвійська селекціонерка. 
Закінчила факультет агрономії Сільськогосподарської академії Латвії (1960). Dr. habil. biol (1992). Професорка seniore ЛЛУ (2002-2003). Членкиня редколегії журналу «Agronomijas vēstis» (1999-2003). Провідна наукова співробітниця інституту «Valsts Stendes graudaugu selekcijas institūts». Авторка 108 публікацій.

## Нагороди
- Орден Трьох зірок (2002).